# Liste der Monuments historiques in Vennezey
Die Liste der Monuments historiques in Vennezey führt die Monuments historiques in der französischen Gemeinde Vennezey auf.

## Liste der Objekte
| Bezeichnung                                   | Beschreibung | Standort                                   | Kennzeichnung | Schutzstatus | Datum | Bild |
| --------------------------------------------- | --- | ------------------------------------------ | ------------- | ------------ | ----- | ---- |
| Skulptur Heiliger Heinrich                    | Holz, farbig gefasst, 18. Jahrhunderts                                                                                            | in der Kirche Nativité-de-la-Vierge (Lage) | PM54000960    | Classé       | 1960  |      |
| Altarfront                                    | Holz, farbig gefasst, um 1725, Jean Bailly zugeschrieben                                                                          | in der Kirche Nativité-de-la-Vierge (Lage) | PM54000962    | Classé       | 1981  |      |
| Gemälde Heilige Familie                       | Ölfarbe auf Leinwand, vergoldeter Holzrahmen, 18. Jahrhundert                                                                     | in der Kirche Nativité-de-la-Vierge (Lage) | PM54000964    | Classé       | 1982  |      |
| Kruzifix                                      | Holz, farbig gefasst, 18. Jahrhundert                                                                                             | in der Kirche Nativité-de-la-Vierge (Lage) | PM54001957    | Inscrit      | 1981  |      |
| Hauptaltar                                    | Altartisch, Altaraufbau, Tabernakel und Antependium Grablegung; Holz, farbig gefasst, sowie Ölfarbe auf Leinwand, bezeichnet 1837 | in der Kirche Nativité-de-la-Vierge (Lage) | PM54000961    | Classé       | 1981  |      |
| Skulptur Der heilige Joseph mit dem Jesuskind | Holz, farbig gefasst, Mitte des 18. Jahrhunderts                                                                                  | in der Kirche Nativité-de-la-Vierge (Lage) | PM54000963    | Classé       | 1981  |      |
| Kelch                                         | Silber, vergoldet, um 1800 | in der Kirche Nativité-de-la-Vierge (Lage) | PM54000965    | Classé       | 1982  |      |